# Sanicula bipinnatifida
Sanicula bipinnatifida es una especie herbácea perteneciente a la familia de las apiáceas. Es originaria de la costa oeste de América del Norte desde Columbia Británica a Baja California, donde se puede encontrar en muchos tipos de hábitats, incluyendo los pastizales, los bosques y laderas de las montañas de los suelos de serpentina. 

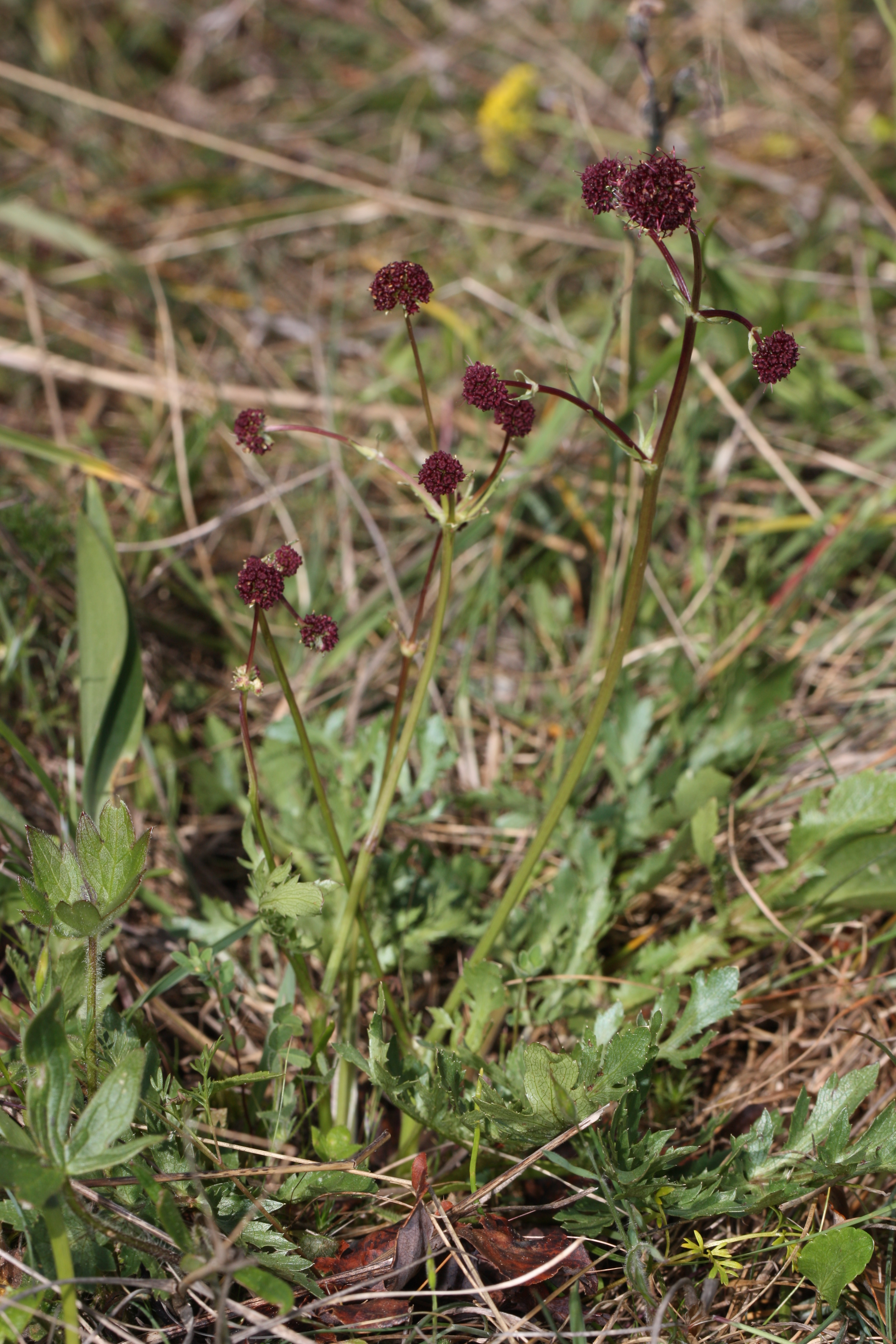
Vista de la planta

## Descripción
Es una hierba perenne que crece hasta una altura máxima de  60 centímetros a partir de una raíz principal. Es de color verde brillante a morado oscuro. Las hojas nacen en largos pecíolos, que mide hasta 19 centímetros de largo con hojas divididas en varios lóbulos dentados. La inflorescencia está formada por una o más cabezas de bisexuales y una única masculina con flores pequeñas, curvadas, con pétalos de color rojizo, morado o amarillo. Los frutos espinosos son de unos pocos milímetros de longitud.

## Taxonomía
Sanicula bipinnatifida fue descrita por Douglas ex Hook. y publicado en Flora Boreali-Americana 1(5): 258, pl. 92. 1832.
Etimología
Sanicula: nombre genérico que deriva del diminutivo de la palabra latína sanare que significa "curar".
bipinnatifida: epíteto latíno que significa "bipinnada".